# Erdal (Askøy)
Erdal is een plaats op het eiland Askøy, in de provincie Vestland in het westen van Noorwegen. Het dorp ligt aan Fylkesvei 563, aan de oostkant van het hoofdeiland. Het dorp, met de  omgeving telt bijna 3500 inwoners (2016).

## Kerk
Het dorp heeft een modern kerkgebouw. Het werd in twee delen gebouwd. Het oudste deel van het betonnen gebouw stamt uit 1995. In 2006 werd het  uitgebreid. Sinds de uitbreiding biedt de kerk plaats aan zo'n 500 mensen.